# Capricornis thar
El serau del Himalaya (Capricornis thar) es una especie de mamífero artiodáctilo de la familia Bovidae que habita al oriente y sudeste de Bangladés, los Himalayas (Bután, norte de India y Nepal), noreste de India y probablemente el occidente de Birmania. Previamente se consideraba una subespecie de C. sumatraensis. Se considera una especie casi amenazada pues se cree que la población ha disminuido sustancialmente en los últimos años a causa de la caza por parte del hombre y la pérdida de su hábitat.